# 150E busz (Budapest)
A budapesti 150E jelzésű autóbusz Újbuda-központ és Őrmezői lakótelep, Menyecske utca között közlekedett. A járműveket a Kelenföldi autóbuszgarázs állította ki.
A járat gyors eljutást biztosított Őrmezőről a Kosztolányi Dezső tér, valamint a 4-es villamos újbudai végállomásához. A járat szombaton és munkaszüneti napon nem közlekedett.

## Története
2008. szeptember 8-án a 41-es busz jelzését 150E-re változtatták, és a Kosztolányi Dezső téri végállomását áthelyezték Újbuda-központhoz. Az M4-es metróvonal átadásával 2014. március 28-án megszűnt, helyette a 150-es, 258-as és 258A buszokkal lehetett megközelíteni Őrmezőt.

## Útvonala
| Őrmezői lakótelep, Menyecske utca felé | Újbuda-központ felé |
| --- | --- |
| Újbuda-központ vá. – Bocskai út – Nagyszőlős utca – Ajnácskő utca – Budaörsi út – aluljáró – Neszmélyi út – Őrmezői lakótelep, Menyecske utca vá. | Őrmezői lakótelep, Menyecske utca vá. – Menyecske utca – Balatoni út – Budaörsi út – Ajnácskő utca – Nagyszőlős utca – Bocskai út – Október huszonharmadika utca – Újbuda-központ vá. |

## Megállóhelyei
Az M4-es metró elindulásának másnapján történtek meg a megállóhely átnevezések (pl. Újbuda-központ → Újbuda-központ M); az adatok a 2014. március 28-ai állapotot tükrözik!
| 0  | Újbuda-központ végállomás                    | 12 | 33, 53, 86, 150, 212, 250 4, 18, 41, 47                                                                          |
| ∫  | Újbuda-központ                               | 10 | 33, 53, 86, 150, 212, 250 4, 18, 41, 47                                                                          |
| 2  | Kosztolányi Dezső tér                        | 8  | 7, 7A, 7E, 40E, 53, 86, 87, 87A, 107E, 114, 150, 153, 172E, 187, 188E, 212, 213, 214, 240, 240E, 250, 272 19, 49 |
| 7  | Sasadi út                                    | 3  | 40, 40E, 53, 87, 87A, 139, 150, 172E, 187, 188E, 239, 240, 240E, 250, 272 721, 731, 760, 767 Távolsági járatok   |
| 11 | Neszmélyi út                                 | ∫  | |
| ∫  | Kérő utca                                    | 1  | 150, 250 |
| 12 | Őrmezői lakótelep, Menyecske utca végállomás | 0  | 150, 250 |